# 鍾羽正
鍾 羽正（しょう うせい、1554年 - 1637年）は、明代の官僚。字は叔濂、号は龍淵。本貫は青州府益都県。

## 生涯
1580年（万暦8年）、進士に及第した。滑県知県に任じられ、善政で知られた。北京に召還されて礼科給事中となった。朝講の中断や張鯨の赦免が適切でないと上疏したが、聞き入れられなかった。
工科左給事中に転じ、宣府に出向して辺務を視察した。ハラチン・老把都の諸部が互市歳賜27万あまりの加増を求めてきたので、羽正が建議してこれを裁可させた。兵部左侍郎の許守謙が宣府巡撫にあたっていたが、羽正はかれが賄賂を受け取っていたことを奏聞して弾劾した。また軍の物資を横領していた副総兵の張充実らを弾劾して罷免させた。
羽正は北京に召還されて吏科都給事中となった。礼部侍郎の韓世能や薊遼総督の蹇達・大理寺少卿の楊四知・洪声遠を職務を全うしていないとして弾劾し、楊四知と洪声遠は罪に問われて左遷された。万暦帝に憎まれていた孟一脈・蔡時鼎の任用を羽正が強く推したため、旨に逆らったとして俸給を剥奪された。
1592年（万暦20年）1月、同官の李献可らとともに皇長子朱常洛を閣から出して教育を与えるよう請願した。万暦帝はこれに怒って、李献可の官を降格して遠流させた。羽正はこの提議が実は自分の主導したものであったと訴え、同様に左遷するよう願い出た。このため罷免されて民とされた。自宅の門を閉ざして読書生活に入り、士大夫がやってきても面会しようとしなかった。隠居生活は30年近くに及んだ。1620年（泰昌元年）、泰昌帝が即位すると、羽正は太僕寺少卿として起用された。北京に到着する前に、太僕寺卿に進んだ。
1622年（天啓2年）、吏部が羽正を左副都御史として任用しようとした。羽正は馮従吾の上に立つのを望まず、馮従吾に任を譲って自分は僉都御史となり、馮従吾の副官となった。羽正は吏部に入ると、方従哲による紅丸の案や移宮の案の事後処理を批判した。また熊廷弼と王化貞の遼東での敗戦の責任をめぐる議論では、両者を死刑にするよう主張した。鄒元標と馮従吾が首善書院を建てて時政を議論したことについて、朱童蒙が二人を攻撃すると、羽正は書院の創設を実際は朝廷もはじめ勧奨していたことに触れ、議禁に相当しないと主張した。しばらくして羽正は馮従吾に代わって左副都御史となった。まもなく戸部右侍郎に転じて、倉場を監督した。
1623年（天啓3年）3月、羽正は工部尚書に任じられた。旧例では宦官の冬衣は隔年一回の支給とされていた。6月、宦官1000人あまりが冬衣の給与を求めて、集団で工部の官署に侵入して破壊し、官吏を殴打し、羽正を罵倒して立ち去った。この事件のため羽正を嫌う者たちは羽正の責任をも追及した。天啓帝は暴れた宦官たちを杖罰や遠流に処すよう司礼太監に命じ、羽正には地方に出向させることにした。羽正は辞職の意志を固め、三度上疏して引退を願い出た。7月、致仕して帰郷した。
1624年（天啓4年）、宦官の霍維華が三案を再審理すると、羽正は東林党の一員と弾劾されて、官爵を剥奪された。崇禎初年、官に復帰した。1637年（崇禎10年）、死去した。享年は84。太子太保の位を追贈された。著書に『青州風土記』4巻があった。